# 덴덴타운

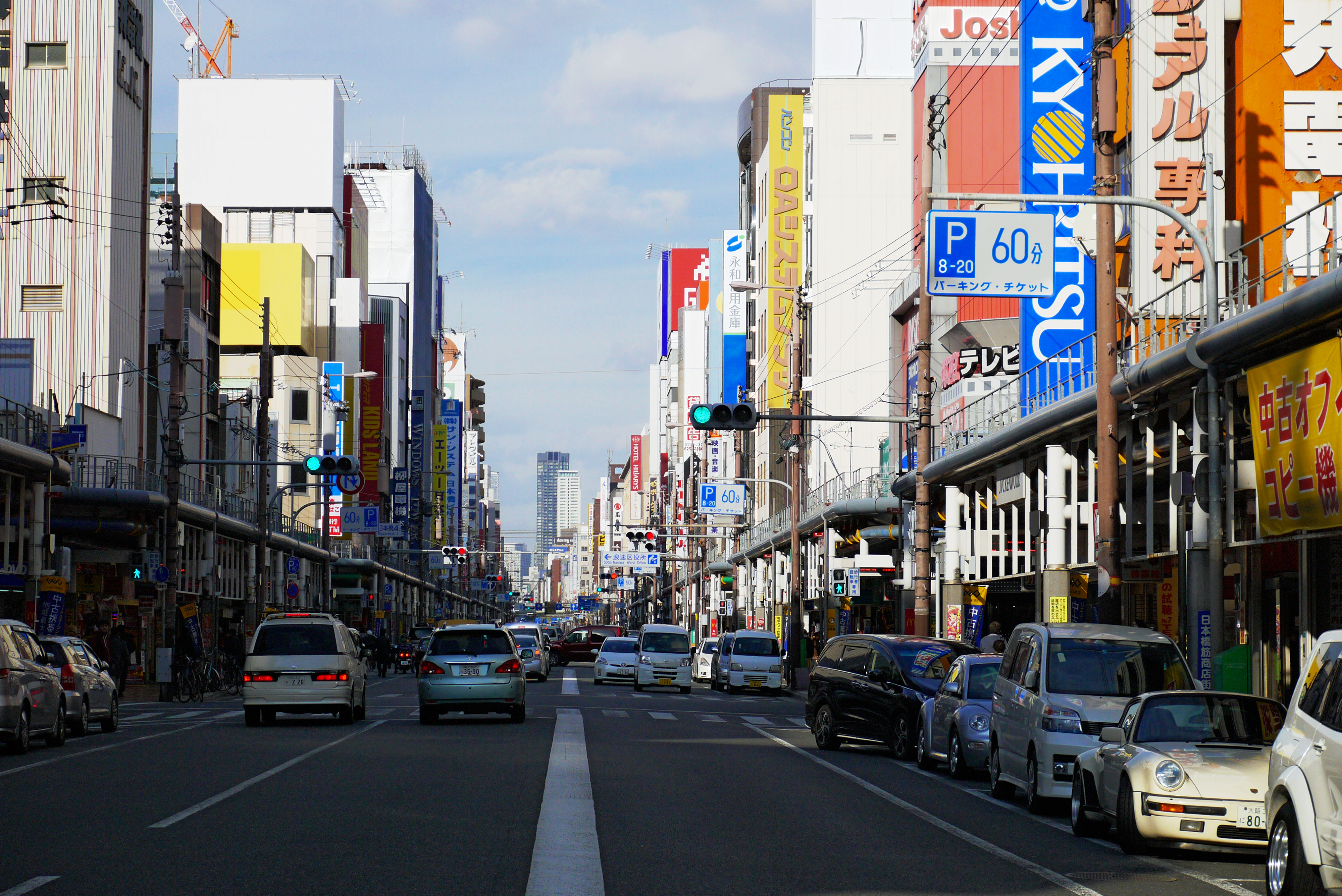
덴덴타운(닛폰바시 3초메 사카이스지, 2014년 12월경)

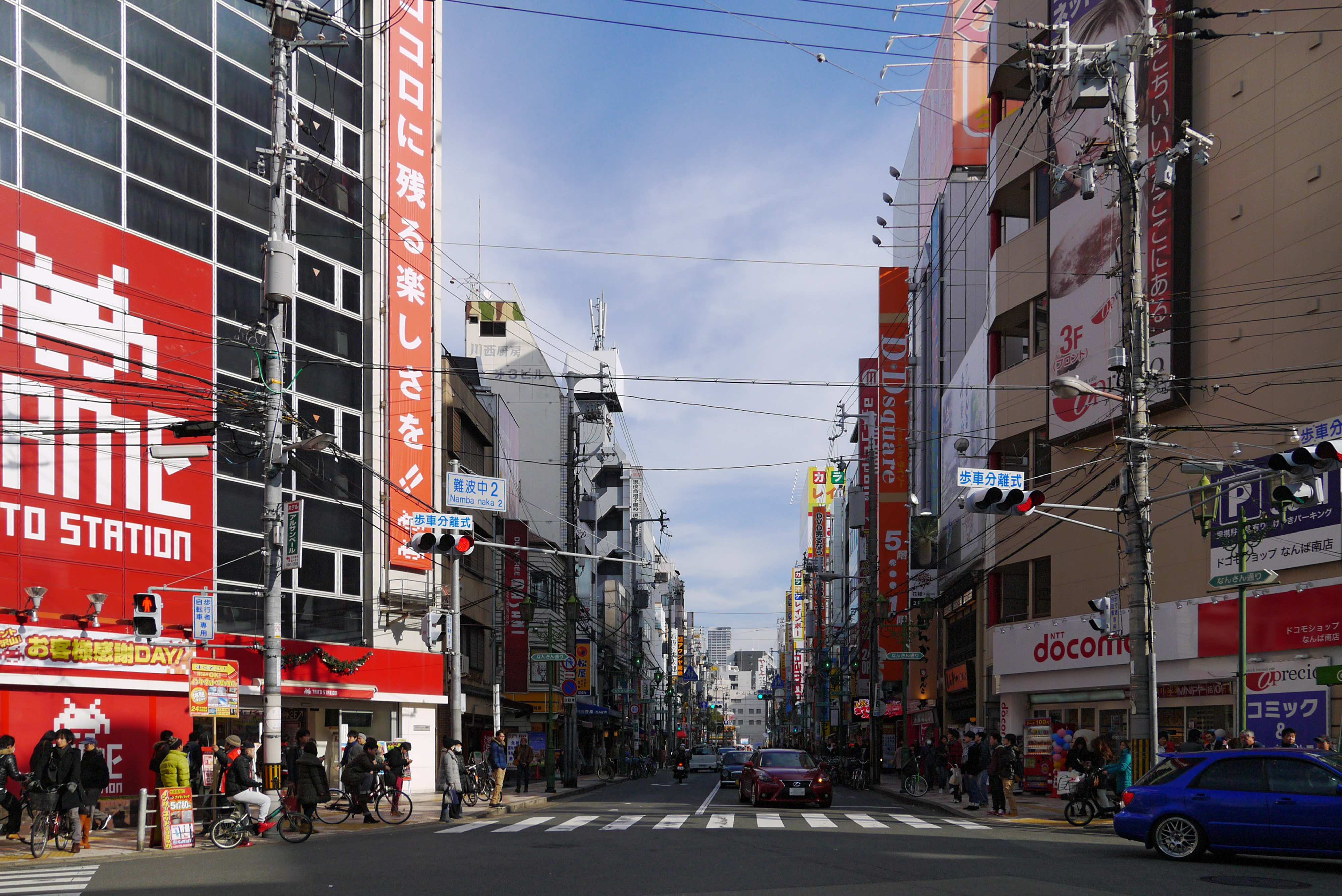
덴덴타운(닛폰바시 5초메 난산도리, 2014년 12월경)

덴덴타운(일본어: でんでんタウン) 또는 덴키노마치(일본어: 電気の町)는 일본 오사카부 오사카시 나니와구 닛폰바시에 있는 상점가이다. 컴퓨터, 카메라, 가전제품, 일본 만화, 비디오 게임 등 도쿄의 아키하바라처럼 많은 전자제품 매장들이 모여 있다. 덴덴타운은 종종 도쿄도의 아키하바라 전자상가와 비교되기도 한다.

## 개요
덴덴타운은 다양한 전자 제품들과—오사카 및 간사이 지방 특유의—경제적인 가격으로 잘 알려져 있다. 면세점들도 이곳에 위치한다. 우메다에 요도바시 카메라가, 난바에 빅 카메라(ビックカメラ)가 들어서면서, 덴덴타운에서 가구 및 가전제품의 판매는 크게 감소했지만, 최근 도쿄의 아키하바라처럼 애니메이션 및 오타쿠 상점들로 유명해졌다. 이로 인해, 이 지역은 "서일본의 아키하바라"로 불리기도 하며, "동쪽에는 아키바, 서쪽에는 폰바시"라는 말도 있다.

## 관광
소프맵(ソフマップ) 등의 대형 전자기기 상점들과 함께, 덴덴타운에는 애니메이션, 만화 등을 취급하는 코믹 토라노아나, 만다라케 등 오타쿠 관련 상점들이 위치해 있다. 이 지역에는 많은 메이드 카페들과 코스프레 레스토랑들도 있다.

## 갤러리

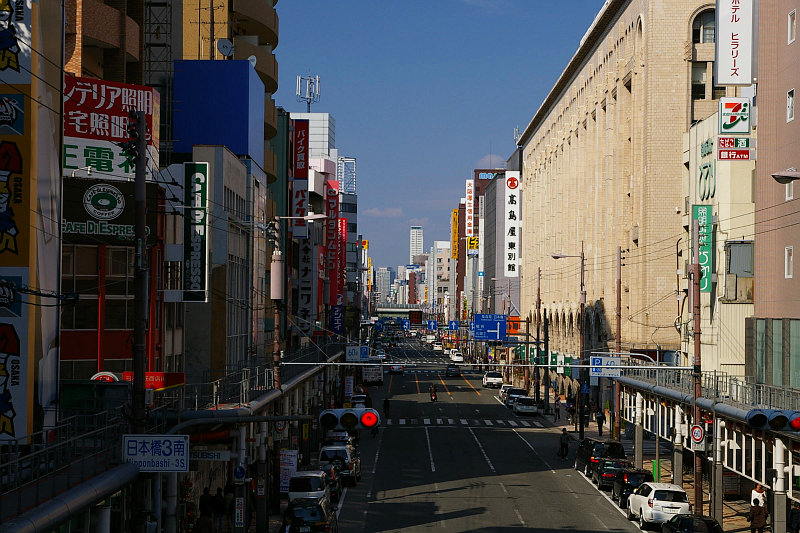
닛폰바시 2~3초메 사카이스지
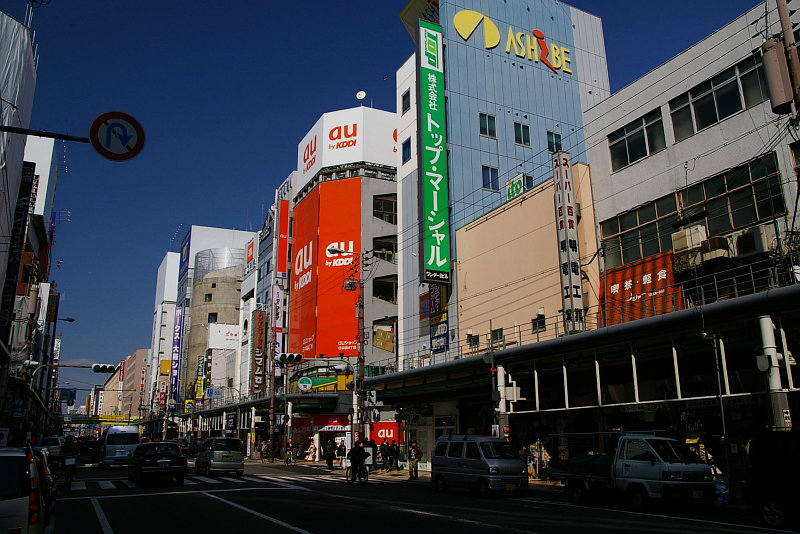
닛폰바시 3초메 사카이스지
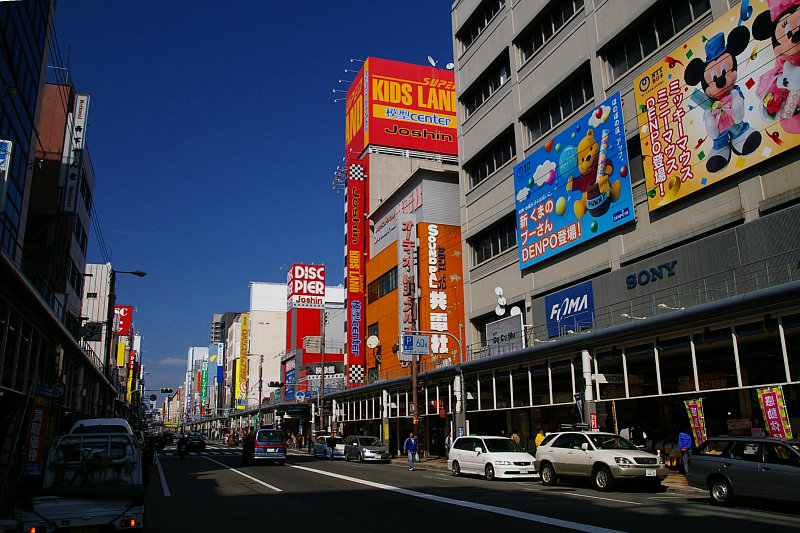
닛폰바시 5초메 사카이스지 NTT 닛폰바시 빌딩 부근
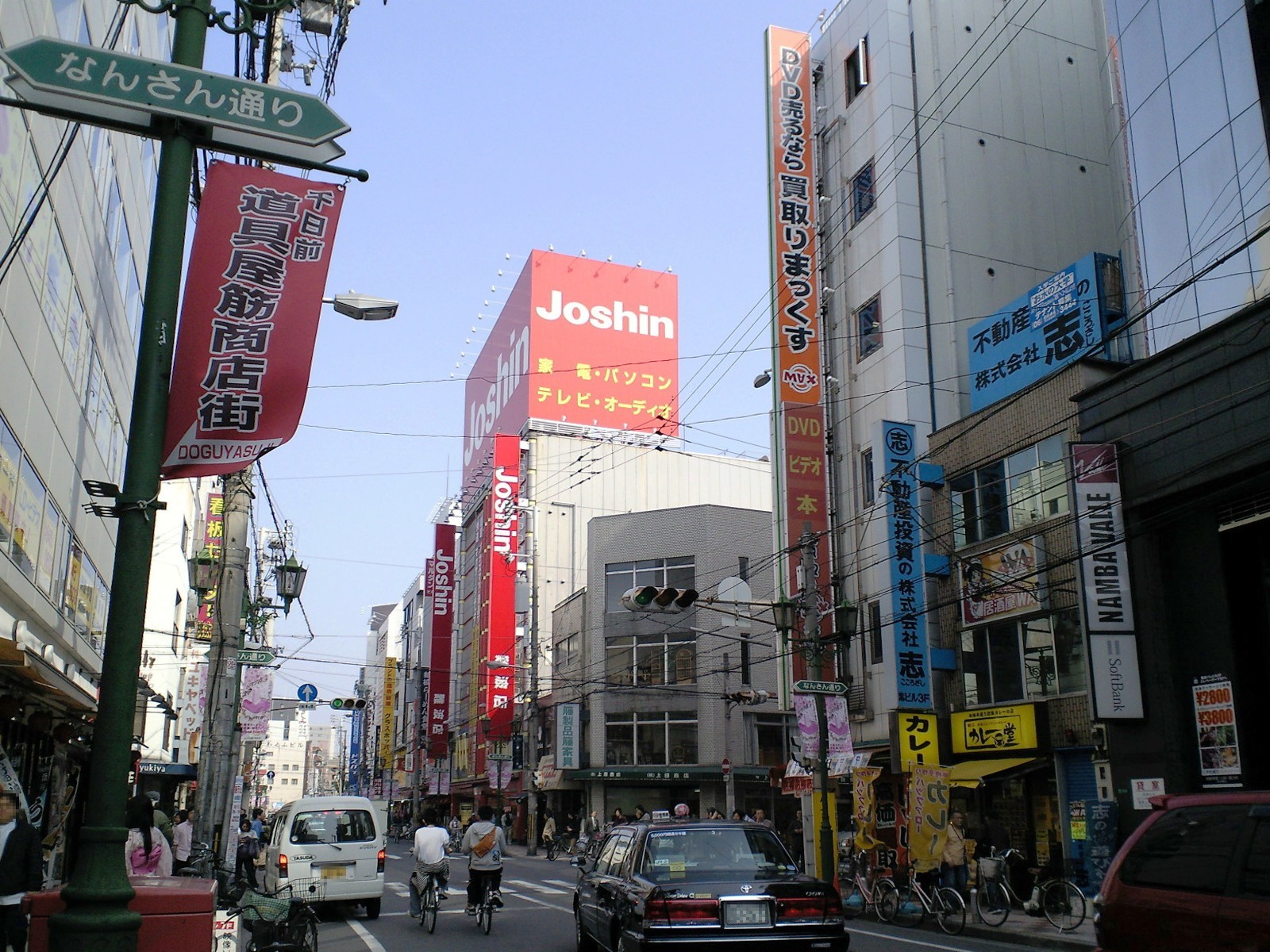
난산도리 주오구 난바센니치마에 부근
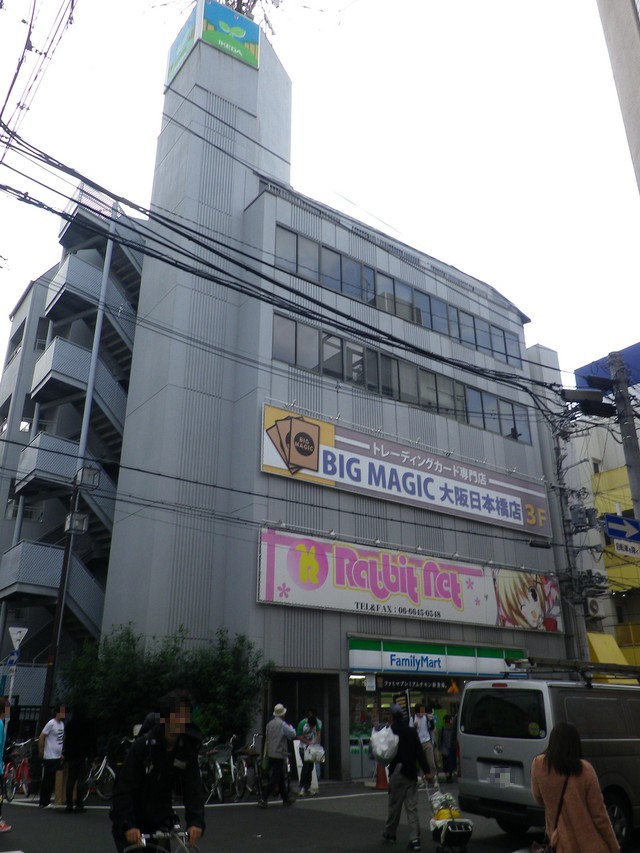
닛폰바시 4초메 이케다 빌딩
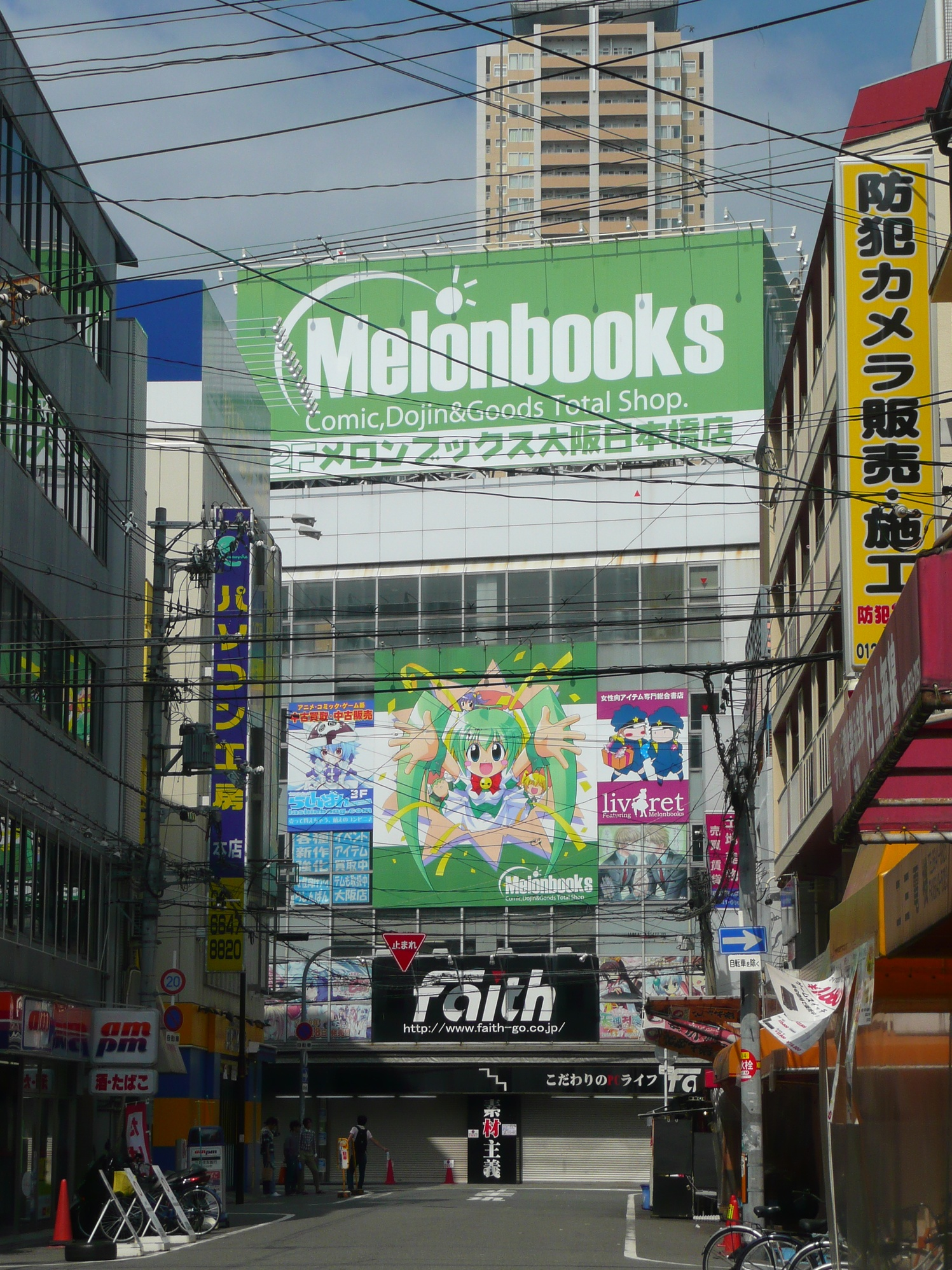
닛폰바시니시 1초메 이케다 빌딩 2호관